# 長岡好重
長岡 好重（ながおか よししげ）は、戦国時代から江戸時代初期にかけての武将。三淵好重や山名好重とも。

## 概要
初めは三淵平六（平六郎）を名乗っていたが、母が山名民部少輔一雲斎の娘であったことから山名氏を称した。元亀4年（1573年）7月に実兄・細川藤孝に従い青龍寺城に移ると長岡氏を称した。藤孝が天正8年（1580年）に丹後国を領するようになると1000石を賜った。慶長7年（1602年）に従五位下・伊賀守に叙任された。豊前国小倉藩宇佐郡龍王城に1000石を賜った。元和3年（1617年）9月15日に57歳で死去した。

## 系譜
- 父：三淵晴員（1500 - 1570）
- 母：山名民部少輔一雲斎の娘
- 正室：細川栗 - 細川藤孝の娘
- 側室：細川輝経の娘
  - 男子：長岡重政